# Amata basigera
Amata basigera là một loài bướm đêm thuộc phân họ Arctiinae, họ Erebidae.